# Fotorama
A/S Fotorama var ett norskt företag inom filmdistribution, med säte i Oslo. Bolaget producerade även enstaka filmer, exempelvis dokumentären I Polarhavets våld (1954).